# Big Star (Modemarke)

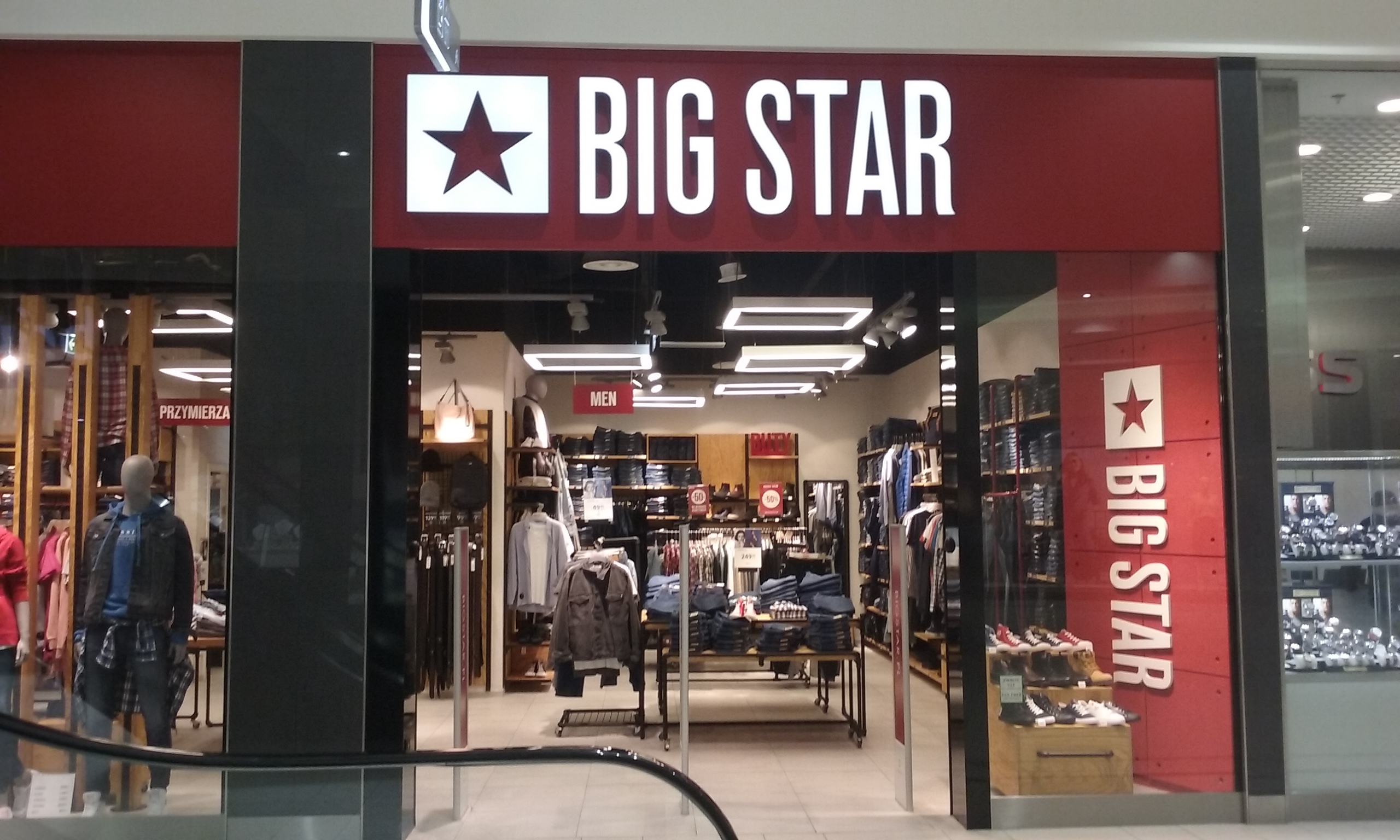
Ein Geschäft in Tomaszów Mazowiecki, Polen

Altes Big Star Markenlogo

Big Star ist eine 1974 in Basel gegründete internationale Modemarke für Kleidung aus Denim.
Seit der Insolvenz des Schweizer Unternehmens im Jahr 2005 werden die Rechte am Namen Big Star von unterschiedlichen, unabhängigen Firmen auf der Welt gehalten, insbesondere die polnische Big Star Limited Sp. z o.o. und die US-amerikanische Big Star Clothing, Inc.

## Geschichte

### Gründung und Aufstieg
1974 entwickelten die Zwillingsbrüder Edwin und Laurin Faeh (* 1953), letzterer ein gelernter Automechaniker, mit ihrem älteren Bruder Walter die Jeansmarke Big Star. In einem angemieteten Ladenlokal in Basel wurden anfangs auf Flohmärkten gekaufte Hosen und Jeans aufbereitet und weiterverkauft. 1978 kauften die Faehs eine Textilfabrik in Soultz-Haut-Rhin und eröffneten Big-Star-Ladengeschäfte in der Schweiz und in Frankreich. Zunächst entstand 1981 in Weil am Rhein die Big Star Jeans GmbH, 1983 wurde sie Teil der neu gegründeten Big-Star-Holdinggesellschaft in Allschwil. Anfang der 1980er Jahre existierten bereits 20 Big-Star-Verkaufsstellen, mit denen ein Umsatz von 20 Millionen SFr. generiert wurde. In Issenheim entstand ein Big-Star-Werk, 1985 wurde ein Nähbetrieb in Mülhausen gekauft, der 1991 geschlossen wurde. Walter Faeh hatte das Unternehmen inzwischen verlassen. In den Niederlanden und Frankreich operierte Big Star zunächst unter dem Namen Gap Star. Um einem Marken-Rechtsstreit mit Gap Inc. aus dem Wege zu gehen, wurde aus Gap Star (1989–1993) die spätere Marke G-Star.
Ab 1990 wurde nach Einbußen und darauffolgenden Umstrukturierungen durch den Manager Klaus Buchholz Big-Star-Bekleidung zusätzlich in Tunesien, Portugal und Taiwan produziert. 1992 ging das Unternehmen als Big Star Holding AG an die Börse. Laurin Faeh gab auf Druck der schweizerischen H.E.C.-Beteiligungsgesellschaft, die zwecks des Börsengangs am Unternehmen beteiligt worden war, das operative Geschäft an ein Management-Team ab. Edwin Faeh schied 1994 aus der Firma aus. Seine Textilhandelsgesellschaft Work in Progress erlangte im gleichen Jahr eine Lizenz des US-amerikanischen Arbeitskleidungsherstellers Carhartt und entwickelte unter dem gleichen Markennamen ab Ende der 1990er Jahre für den europäischen Markt eine eigene jugendlich-modische Sportswearkollektion. Big Star bot in den 1990er Jahren als eines der größten Jeansunternehmen Europas modische Jeans- und Freizeitkleidung für Damen und Herren sowie Kinder in über 30 Ländern an.
Seit 1990 importierten die Unternehmer Bogdan Kaczmarek und Wiesław Kostera mit ihrer Firma Helvepol Big Star nach Polen. Bald darauf gründeten sie zusammen mit der Big Star Holding AG als Joint Venture die Big Star Limited Sp. z o.o. mit Sitz in Kalisz, die sich ab 1994 die Marken- und Produktionsrechte für Polen, Belarus, Tschechien, Litauen und Slowakei sicherte. 2004 wurde Big Star in Osteuropa in über 200 Geschäften verkauft und machte 10 Mio. Złoty Gewinn. 2005 übernahmen Kaczmarek und Kostera auch das fehlende Aktiendrittel ihrer Firma.

### Rückkauf und Insolvenz
In den späten 1990er Jahren geriet die Big Star Holding AG in finanzielle Schwierigkeiten. Laurin Faeh verließ das Unternehmen 1998, um 2001 als Geschäftsführer (CEO) zurückzukehren. Er hatte mit seinem japanischen Geschäftspartner Shuji Tsunemi, Eigentümer des Jeansherstellers Edwin Trading Company über das im Jahr 2000 gegründete Joint Venture Tsufa AG die Mehrheit der Aktien an dem Unternehmen Big Star zurückgekauft. Big Star hielt zudem die europäische Lizenz für Edwin Jeans. Die Big Star Holding AG erwirtschaftete auf den Absatzmärkten Schweiz, Deutschland, Frankreich und Niederlande nach Verlusten Ende der 1990er Jahre 2001 einen Umsatz in Höhe von 108 Millionen SFr. bei einem EBIT von 5,7 Millionen SFr.
Mitte 2004 meldete die Big Star Holding AG Insolvenz an. 2005 kaufte die türkische Eroglu-Gruppe das Unternehmen und den Markennamen Big Star auf und verlegte den Firmensitz nach Düsseldorf. Eroglu verkaufte Big Star und damit die Markenrechte für den europäischen Markt Anfang 2008 an die polnische Big Star Limited. Zudem gab es einen weiteren türkischen Lizenznehmer, der Eroglu gerichtlich die Verwendung des Big Star Markennamens in der Türkei hatte verbieten lassen. Noch im Sommer 2008 wurden Franchise-Ladengeschäfte in Ostdeutschland durch die polnische Big Star Limited eröffnet.

### Heute
Ende der 2000er Jahre eröffnete die polnische Unternehmensführung Big-Star-Ladengeschäfte unter anderem am Berliner Alexanderplatz, im Rheinpark-Center in Neuss und Leipzig. In Weil am Rhein blieb ein Outlet erhalten.
Big Star Limited ist der Marktführer unter den Jeansmarken in Polen. Die Big Star Limited betreibt über 250 Ladengeschäfte in Polen, Tschechien, der Slowakei, Slowenien, Deutschland, Ungarn, der Ukraine, Belarus, Tunesien und im Libanon. Die Lizenz für Nordamerika hält seit den 1990er Jahren die kalifornische Big Star Clothing, Inc. mit Sitz in South Gate. Über den amerikanischen Einzelhandel bietet das Unternehmen Denim- und Freizeitbekleidung für Damen und Herren an.